# Bruno Baeriswyl
Pour les articles homonymes, voir Baeriswyl.
Bruno Baeriswyl est un peintre né à Fribourg en Suisse le 11 août 1941 et décédé dans cette même ville le 23 octobre 1996.

## Biographie
Onzième d'une famille de douze enfants, il a passé son enfance et sa jeunesse dans la partie ancienne de la ville.
Après l'école primaire, il fit un apprentissage dans une fabrique de cartonnage et collabora de 1960 à 1970 comme maquettiste indépendant avec des bureaux d'architectes fribourgeois.
Parallèlement, cet autodidacte se consacra à la création artistique et plus particulièrement à la peinture. Enfant déjà, il était fasciné par le travail du peintre autodidacte Ernest Riesemey, le laitier du quartier. Dès lors, il se consacra définitivement à l'art.
De 1974 à 1981, il dirigea avec Michel Ritter la Galerie RB à Fribourg, qui devint une vitrine de la création contemporaine. Il expose en parallèle à la Galerie Ringmauer, à Morat.
Il obtint trois bourses fédérales des beaux-arts (1962, 1963, 1969), le prix de la fondation Lélo Fiaux (1968) et une bourse du Gouvernement canadien (1971) lui permettant un séjour prolongé dans ce pays. 
En 1979, la Deutschfreiburgische Arbeitsgemeinschaft lui remis le prix des beaux-arts.
Les œuvres de Bruno Baeriswyl se trouvent dans de nombreux musées et collections :
- Musée d'art et d'histoire de Fribourg,
- Kunstsammlung der Stadt de Thoune,
- Musée cantonal des beaux-arts de Lausanne,
- Collection de la Confédération Suisse.